# PLAC8
PLAC8 (англ. Placenta specific 8) – білок, який кодується однойменним геном, розташованим у людей на 4-й хромосомі. Довжина поліпептидного ланцюга білка становить 115 амінокислот, а молекулярна маса — 12 507.
| 10         |  | 20         |  | 30         |  | 40         |  | 50         |
| ---------- |  | ---------- |  | ---------- |  | ---------- |  | ---------- |
| MQAQAPVVVV |  | TQPGVGPGPA |  | PQNSNWQTGM |  | CDCFSDCGVC |  | LCGTFCFPCL |
| GCQVAADMNE |  | CCLCGTSVAM |  | RTLYRTRYGI |  | PGSICDDYMA |  | TLCCPHCTLC |
| QIKRDINRRR |  | AMRTF      |  |            |  |            |  |            |

A: Аланін

C: Цистеїн

D: Аспарагінова кислота

E: Глутамінова кислота

F: Фенілаланін

G: Гліцин

H: Гістидин

I: Ізолейцин

K: Лізин

L: Лейцин

M: Метіонін

N: Аспарагін

P: Пролін

Q: Глутамін

R: Аргінін

S: Серин

T: Треонін

V: Валін

W: Триптофан